# Hephaestus Fossae
Hephaestus Fossae – system rowów na powierzchni Marsa. Znajduje się na równinie Utopia Planitia u stóp zachodniego zbocza gór Elysium Mons. Centrum tego obszaru znajduje się na 21,06° szerokości geograficznej północnej oraz 237,15° długości geograficznej zachodniej (♂ 21,06°N 237,15°W/21,060000 -237,150000). Obszar Hephaestus Fossae ma 633,32 km średnicy. Region ten to system licznych kanałów o nieznanym pochodzeniu oraz licznych ale niedużych kraterów o średnicach od 0,8 do 2,8 km.
W obszarze Hephaestus Fossae znajduje się też jeden duży krater uderzeniowy średnicy 20 km. Wokół niego jest wyraźnie widoczny obszar pokryty wyrzuconym w wyniku upadku meteorytu oraz w jego środku regiony spływu skał wokół krawędzi. Mniejsze kratery w tym obszarze powstały w wyniku upadku materiału wyrzuconego podczas uderzenia meteorytu, które utworzyło większy krater. Ze względu na występowanie warstw wyrzutowych i kanałów odpływowych wokół dużego krateru główne uderzenie mogło sięgnąć do warstw występowania zamarzniętej wody. Tych cech powierzchni nie wykazują małe kratery gdyż wyrzucony materiał nie przebił się na wystarczającą głębokość. Dane te mogą posłużyć do wyliczenia głębokości występowania rezerwuarów zamarzniętej wody pod powierzchnią Marsa.
Decyzją Międzynarodowej Unii Astronomicznej nadana w 1973 roku nazwa tego obszaru pochodzi od Hefajstosa, boga ognia w mitologii greckiej.